# Željko Mijač
Željko Mijač (Spalato, 13 gennaio 1954 – Spalato, 14 febbraio 2022) è stato un calciatore e allenatore di calcio croato, di ruolo centrocampista.

## Carriera

### Allenatore
Nel gennaio 2020 prende le redini del Urania Baška Voda militante in 3.HNL. Il 2 ottobre 2021 viene sostituito da tale incarico da Željko Kalac.

## Palmarès

### Giocatore

#### Competizioni nazionali
- Campionato jugoslavo: 2

Hajduk Spalato: 1973-1974, 1974-1975
- Coppa di Jugoslavia: 5

Hajduk Spalato: 1973, 1974, 1975-1976
Rijeka: 1977-1978, 1978-1979

#### Competizioni internazionali
- Coppa dei Balcani: 1

Rijeka: 1977-1978